# Campanha galega de 1384
A Campanha galega de 1384 foi uma campanha naval portuguesa comandada pelo nobre castelhano, Dom Pedro de Trastâmara, às ordens do rei João I de Portugal, na sequência da Crise de 1383–1385. 
Quando o rei João I de Castela decidiu atacar Lisboa, os portugueses fizeram uma série de ataques a Galiza, conquistando as cidades de Baiona, Corunha e Neda, e queimando a cidade de Ferrol. Para além disso, os portugueses destruíram dois navios grandes e capturaram uma galé. Os três navios levavam materiais para o exército castelhano que cercava Lisboa. 
A frota portuguesa regressou ao Porto, após uma frota de Castela comandada por Fernando Sánchez de Tovar, chegar à costa galega.